# رادنبک (ویتینگن)
رادنبک (به آلمانی: Radenbeck) یک منطقهٔ مسکونی در آلمان است که در ویتینگن واقع شده‌است. رادنبک ۶۱۱ نفر جمعیت دارد.